# Rebecca Sullivan
Rebecca Sullivan, född 1966, är en kanadensisk kulturhistoriker och universitetsprofessor. Hon är koordinator för programmet för kvinnostudier vid University of Calgary. Bland hennes böcker finns verk om feminism i populärkulturen, bioteknikens ökande betydelse och pornografins uttryck och förutsättningar.

## Biografi
Sullivan tog 1999 doktorsexamen i kommunikationsvetenskap vid McGill University. Hon har även fil.kand.- och masterexamina från University of Toronto och Carleton University, i konstadministration respektive masskommunikation.

### Akademiskt arbete
Sullivan arbetar som professor vid University of Calgary, där hon är knuten till fakulteterna i engelska och konstvetenskap. Dessutom verkar hon som koordinator för programmet för kvinnostudier vid universitetet. Fokus i hennes forskning har legat på medie- och kulturstudier ur en feministisk vinkel. Detta inkluderar de perspektiv som främst berör kvinnors handlingsutrymme, liksom balansen mellan frihet och trygghet i den offentliga sfären. I början av 2010-talet var hon inblandad i utvecklandet av ett nationellt program omkring studier av den kanadensiska pornografiska kulturen.
Hennes arbete på University of Calgary inkluderar 2023/2024 ledningen av olika ämnesprogram relaterade till genus, sexualitet och pornografi.

### Skrivande
Under karriären har Sullivan författat ett antal böcker med koppling till feminism, sexualitet eller andra kulturella ämnen. 2005 publicerades Visual Habits: Nuns, Feminism and American Postwar Popular Culture, där hon undersökte efterkrigstidens nordamerikanska populärkultur. Ett speciellt fokus på kanadensiska seder och bruk finns i Canadian Television Today (2006) och How Canadians Communicate III: Contexts of Canadian Popular Culture (2010), sammanställda tillsammans med Bart Beaty och/eller andra populärkulturforskare. 2011 kom Sullivan och tre andra med Becoming Biosubjects. Bodies. Systems, en undersökning av den moderna människan och hennes relation till en allt mer avancerad bioteknik.
På senare år har Sullivan lagt stort fokus på undersökningar av pornografi, dess förutsättningar och relation till kvinnorörelsen. 2014 publicerade hon Bonnie Sherr Klein's 'Not a Love Story', en analys av Not a Love Story – Bonnie Sherr Kleins uppmärksammade dokumentär från 1981. Året efter kom Pornography: Structures, Agency and Performance, där hon och den australiensiske medieforskaren Alan McKee presenterar genrens historia och debatterna som omgett den.
Sullivan har också varit verksam som skribent kring mänskliga rättigheter och friheter i det moderna samhället. 2017 inledde hon skrivande för den öppna akademiska nätpublikationen The Conversation(en), där hon bland annat publicerat texter om nya TV-serier och filmer med koppling till olika sexuella uttryck.